# Карабелеш Андрій

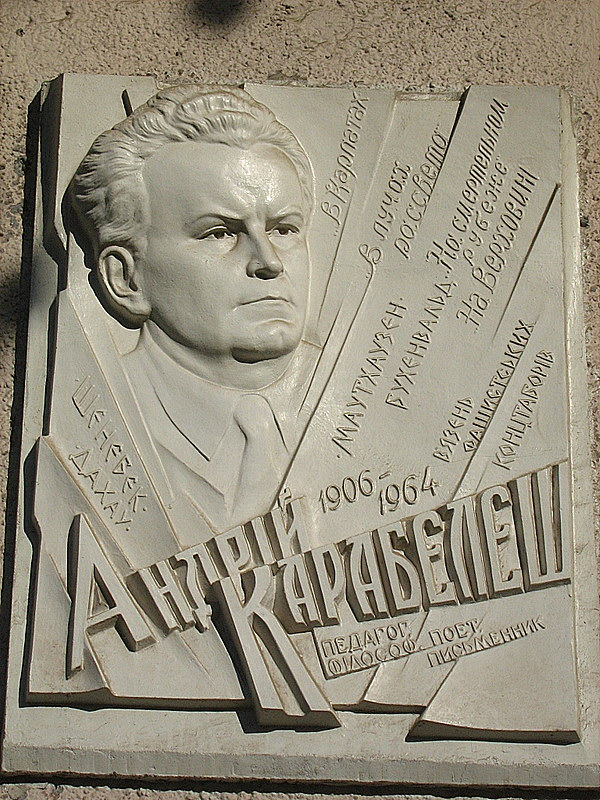
Меморіальна дошка у місті Свалява

Андрі́й Карабе́леш (* 24 червня 1906, с. Тибава, Свалявський район, Закарпатська область — † 4 вересня 1964, Мукачеве, Закарпатська область) — закарпатський педагог і поет російської орієнтації.

## Біографія
Навчався в Мукачівській гімназії з «руською мовою» навчання (1918—1925), греко-католицькій богословській семінарії в Ужгороді (1925—1928) та Карловому університеті (Прага, 1929—1934). Ще в роки навчання опублікував дві російськомовні збірки («Избранныя стихотворенія», 1928; «Въ лучах разсвѣта», 1929), повні містицизму та песимістичного світогляду. У них він висловив також свою закоханість в російську культуру.
На вияв своєї москвофільської позиції відмовився від греко-католицького віросповідання та перейшов у православ'я (1932). По закінченні навчання викладав у початкових школах Підкарпатської Русі (1934—1937), а згодом — у Хустській та Мукачівській гімназіях (1937—1938).
Після анексії краю Угорщиною Андрій Карабелеш переїхав до західної частини Чехословаччини, оселився в місті Літомишль у Чехії, щойно анексованій нацистською Німеччиною. За участь у чеському антифашистському підпіллі був заарештований і решту війни провів в Маутгаузені, Бухенвальді та інших концтаборах (1942—1945). Досвід цього періоду він описав в збірці нарисів під назвою «На смертельном рубеже» (1953).
Після війни залишився в Чехословаччині, працював директором чеської гімназії в місті Світави (1945—1953). У 1953 році переїхав до Пряшева (Словаччина), де викладав російську мову та літературу в Пряшівському університеті ім. П. Й. Шафарика. Хоч був членом української секції Спілки письменників Словаччини, але надалі писав російською мовою.
У період політичної кризи 1956 року відкрито висловлювався проти комуністичного режиму, за що був виключений зі Спілки письменників і повернувся до Чехії. У цей час на радянському Закарпатті комуністичні ідеологи на чолі з Юрієм Балегою та Миколою Климпотюком розгорнули кампанію проти письменника у пресі, критикуючи його творчість.
Важко хворий, письменник повернувся на батьківщину у 1964 році, але того ж року пішов з життя у Мукачевому.

## Публікації
- Карабелеш А. В Карпатах: Сборник стихотворений. — Пряшев, 1955. — 245 с. (рос.)
- Карабелеш А. В лучах рассвета. — Ужгород: Изд. о-ва «Школьная помощь», 1929. — 336 с., 1 л. портр. (рос.)
- Карабелеш А. Избранные стихотворения. — Ужгород: Книгопечатная Г.Миравчика, 1928. — 96 с. — (Изд. культурно-просветительного общества имени Александра Духновича в Ужгороде. Вып. 36) (рос.)
- Карабелеш А. На смертельном рубеже…: (Записки из фашистских концлагерей) / Предисл. «Поэт-узник». — Пряшев, 1953. — 332 с. — 2000 экз (рос.)